# Heniot Levy
Heniot Levy (* 19. Juli 1879 in Warschau; † 16. Juni 1946 in Chicago) war ein polnisch-amerikanischer Pianist, Komponist und Musikpädagoge.

## Leben
Levy Eltern waren der Musiklehrer Gustav Levy und Marie Levy, geborene Landau. Er studierte von 1893 bis 1896 an der Hochschule für Musik in Berlin Klavier bei Oskar Raif. Zusätzlich nahm er Unterricht bei Karl Heinrich Barth und studierte Komposition bei Max Bruch. Als Pianist debütierte er im Februar 1897 mit dem 4. Klavierkonzert von Beethoven  in einem Konzert des Philharmonischen Orchesters Berlin unter Franz Mannstädt. Dann arbeitete er als Konzertbegleiter. 1900 emigrierte er in die USA und wurde Klavierlehrer am American Conservatory of Music in Chicago. Zu seinen Schülerinnen gehörte die Komponistin Ruth Crawford Seeger.
Neben kammermusikalischen Werke – u. a. einem Streichsextett, einem Streichquintett, zwei Klavierquintetten, vier Streichquartetten, zwei Klaviertrios, einer Cellosonate und verschiedenen Klavierstücken – komponierte Levy ein Klavierkonzert und 24 Variationen über ein Originalthema für Orchester.
Levy heiratete 1897 in Berlin Ida Taterka (* 1874 Bromberg; † 1945 Chicago), die spätere Vizepräsidentin des American Conservatory of Music. Er war der Schwiegervater des Bassisten Alexander Kipnis und Großvater des Cembalisten Igor Kipnis. Die Familie Lévy/Kipnis ist auf dem Willowbrook Cemetery in Westport begraben.